# Sergei Sergejewitsch Solomko

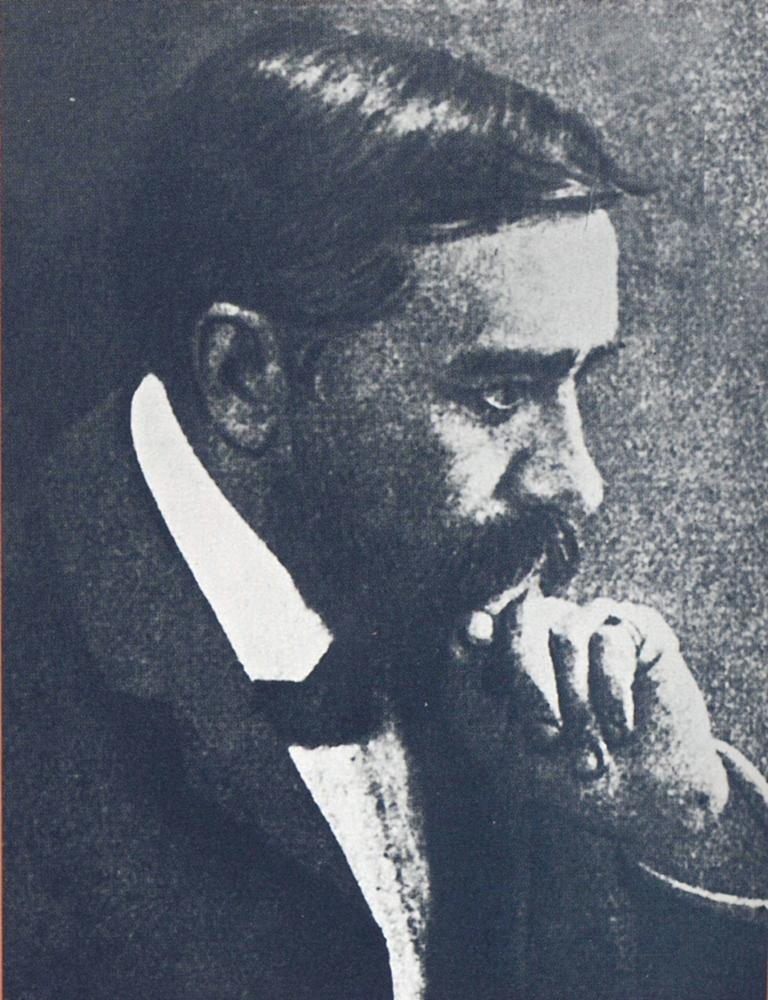
Sergei Solomko (circa 1920)

Sergei Sergejewitsch Solomko (russisch Сергей Сергеевич Соломко, * 22. Oktober 1867 in Sankt Petersburg; † 2. Februar 1928 in Sainte-Geneviève-des-Bois) war ein russischer Grafiker, Aquarellist und Buchkünstler.

## Leben
Von 1883 bis 1887 studierte er an der Moskauer Hochschule für Malerei, Bildhauerei und Architektur, wo er ein naturwissenschaftliches Studium abschloss. Von 1887 bis 1888 war er Gasthörer an der Kaiserlichen Kunstakademie.
Er malte historische und allegorische Aquarelle sowie Szenen aus russischen Märchen. Ab den 1890er Jahren arbeitete er mit Zeitschriften wie Niwa zusammen und entwarf Plakate. Er schuf für die Verlage von Alexei Suworin und Adolf Marcks Illustrationen zu Alexander Puschkins Werken Der steinerne Gast und Der Ertrunkene (1895), Das Märchen vom Zaren Saltan (1896), Der Brunnen von Bachtschissaraj (1897) sowie zu den Büchern Das Lied des Kaufmanns Kalaschnikow von Michail Lermontow (1900) und Die toten Seelen von Nikolai Gogol (1901).
Es erschienen Postkarten mit seinen Zeichnungen: Eine Serie von Frauenporträts mit russischem Kopfschmuck aus verschiedenen Epochen (Sankt Petersburg, 1901), die Serie „Moskau im 17. Jahrhundert“ (Sankt Petersburg, 1907), ein Zyklus historischer Allegorien: „Das Zeitalter Peters des Großen“, „Das Zeitalter Felitzas“, „Das Zeitalter der Kaiserin Maria“, „Gesegnetes Andenken 1812“ (St. Petersburg, 1912) und „Gemälde aus dem Bojarenleben“ (Sankt Petersburg, Warschau).
Er arbeitete für die Kaiserliche Porzellanmanufaktur St. Petersburg und schuf Miniaturen für die Schmuckfirma Fabergé. 1903 fertigte er Skizzen altrussischer Kostüme für einen Hofball im Winterpalast an. Bis 1917 nahm er an Ausstellungen der Gesellschaft Russischer Aquarellisten, der Sankt Petersburger Künstlergesellschaft und der Künstlervereinigung teil. Alix von Hessen-Darmstadt kaufte 1914 sein Aquarell „Kürassier“.
1910 ließ Solomko sich in Paris nieder. Er nahm bis zum Ende des Russischen Kaiserreichs mehrere Aufträge aus Petrograd an, die die Propagierung eines heldenhaften Bildes von Russland bei gleichzeitiger Denunzierung der Mittelmächte zum Ziel hatten. Er illustrierte für Pariser Verleger Bücher, wie Adolphe von Benjamin Constant (1913), Mademoiselle de Maupin von Théophile Gautier (1914), Gebet auf der Akropolis von Ernest Renan (1920), Fest der Liebe von Paul Verlaine (1925), Nächte von Alfred de Musset (1926) und Der Prokurator von Judäa, Balthasar und Die korinthische Hochzeit von Anatole France (1919, 1925, 1926).
Seine letzte Arbeit waren die Illustrationen für das Buch Les trophées von José-Maria de Heredia (1927). 1940 fand in Paris eine Ausstellung und ein Verkauf seiner Werke statt. Einige seiner Werke sind in der Nationalgalerie der Republik Komi ausgestellt.